# کهریز (سلسله)
کهریز (Kahriz) روستایی از توابع بخش فیروزآباد شهرستان سلسله در استان لرستان ایران است. مذهب مردم این روستا شیعه و زبان آنان لکی است.

## ریشه یابی نام
نام کهریز برگرفته از نام قناتی در این روستاست که قدمتی دویست ساله دارد. در ادبیات ایران به قنات کاه ریز گفته می‌شده و نام روستای کهریز نیز از کاه ریز گرفته شده است. شایان ذکر است که در گذشته برای اطمینان از متصل بودن چاه‌های قنات از کاه استفاده می‌شده است؛ به این صورت که مقداری کاه در دهانه اول ریخته می‌شده و پس از خروج قنات اطمینان حاصل می‌شده است. کهریز به زبان محلی "کیه‌ریز" تلفظ می‌شود.

## جمعیت
این روستا در دهستان فیروزآباد قرار دارد و بر اساس سرشماری مرکز آمار ایران در سال ۱۳۹۵، جمعیت آن ۲۷۶ نفر بوده که ۱۳۹ نفر مرد و ۱۳۷ نفر زن بوده اند. این در حالی است که جمعیت این روستا در مقایسه با سرشماری سال ۱۳۹۵ ، ۴۱ نفر کاهش داشته است! روستای کهریز دارای ۹۰ خانوار می باشد.
1. ↑  «سرشماری عمومی نفوس و مسکن در سال 1395». مرکز آمار ایران.

- | شهرها              | - الشتر                                                                                                                                                                                                                                                                                                                                                                                                                                                                                                                                                                                                                                                                                                                                                                                                                                                                                                                                                                                                                                                                                                                                                                                                                                                                                                                                                                                                                                                                                                                                                                                                                                                                                                                                                                                                                                                                                                                                                                                                                                                                                                                                                                                                                                                                                                                                                                                                                                                                                                                                                                                                                                                                        |
| دهستان‌ها و روستاها | \| دهستان دوآب \| - آهنگران - آهنگری - ابراهیم‌آباد - احمدآباد - ازادخانی - باباخانی - تترآباد - چقابل - چیالکان - حسین‌آباد - حیدرآباد - دره باغ بالا (علیا) - ده سرخه - ده سفیدسالیانه - ده کدخدا - ده‌نو - دواب علیشاهی - رضاآباد - رضاآباد میان ولان - ریگ سفید - زورآباد - زیرطاق دوآب - سالیانه - سراب صیدعلی - سرنجه - شیخ‌آباد - عالم‌آباد سفلی - عالم‌آباد علیا - عزیزآباد - علم‌آباد - علی‌آباد - علی‌آباد سفلی - علی‌آباد علیا - فیض‌آباد - کاظم‌آباد - کبودبان - کرم‌آباد - کرم‌جان‌آباد - مؤمن‌آباد - محمدتیپ - مرشدآباد (جنوب) - مرشدآباد (شمال) - موسی‌آباد (شرق) - موسی‌آباد (غرب) - میان ولان سفلی - میان ولان علیا - میان ولان وسطی - میرزایی آهنگری - میوله سفلی - نجفقلی - نظرآباد - نیازآباد - هندی \| \| دهستان هنام \| - عادل‌آباد - Asadabad - ازناوله گنجی - بردبل - بهداق - بیدقطار علیا - بیدقطار سفلی - چهارتخته - چمتکله علیا - چمتکله سفلی - چشمه بید - چشمه صالح - چشمه سرده علیا - چشمه شاه قلی - چولان دیم - چولان ابی - دارماهی - ایوان در - فرج‌الهی - گاپت - گل دولتشاهی - هموار کولیوند - Hasanabad - Heydarabad - Hoseynabad - Jafarabad - جهان‌آباد - کاکارضا امیدعلی - کاکارضا علیا - کاکارضا سفلی - کاکارضا وسطی - کمرسیاه - کرم‌الهی - کشورده سفلی - کشورزه علیا - خسروآباد (شرق) - خسروآباد (غرب) - کلاه هیل - لمدر - مشهدی حسین - محمدحسنوند - Moradabad - پرسک - سلاحورزی - سرآب‌چنار علیا - سرآب‌چنار سفلی - سراب هنام - سرابصندل - سرابسقا - سراب سیاه‌پوش - سراب شهباز - شاه‌رضاآباد - شیراوند - شترمل علیای رحمت - سول مرجان - ورنمد - یاری‌آباد \| \| دهستان قلعه مظفری \| - عباس‌آباد - Aliabad - علی‌آباد جوانمرد - القاس‌آباد - امیرآباد ندر - امیر علیا - امیر سفلی - بادام شیرین - چشمه برقی - درویش آباد - امامقلی - فرهادآباد - فتح‌آباد - حاجی‌آباد - حسن‌آباد - حیدرآباد ساکی - Hoseynabad - جمشیدآباد - Karamabad - ملک‌آباد - نقی‌آباد ندر - نورآباد چشمه برقی - نورآباد ندر - پابرج - پیرکه علیا - پیرکه سفلی - قادرآباد - قاسم‌آباد چشمه برقی - رضی‌آباد - صادق‌آباد - سالاری - سراب سرخه احمدآباد - سراب سرخه صادق‌آباد - سرابپاپی - شاه‌آباد - سیاهدول علیا - طرهانی سفلی - ولی‌آباد - زیرگر سفلی \| \| دهستان یوسف‌وند \| - Abbasabad - عبدل‌آباد - اکبرآباد - الماس‌آباد - امیرآباد حق ندر - بساط‌آباد - بمارشه - چناره علیا - چناره سفلی - چراغ‌آباد علیا - چراغ‌آباد سفلی - دکاموند علیا - دکاموند سفلی - درتنگ علیا - درتنگ سفلی - ده رحم - گرکان علیا - گرکان سفلی - گل زرد - گریران علیا - گریران سفلی - حیدرآباد چناره - حسین‌آباد امیری - حسین‌آباد هندی علیا - Jamshidabad - جوادآباد - کرم‌آباد حق ندر - کریم‌آباد - کلاه‌کج - کردآباد علیا - کردآباد سفلی - ملک‌آباد - مقصودآباد - میان خران - Mohammad Aliabad - مصدق‌آباد - نامدار - ناصروند - ناصروندرحیمی - رحمت‌آباد - Rezaabad - صالح‌آباد امیدعلی - صالح‌آباد - شاهپورآباد - شکرآباد - تیمورآباد \| |
| دهستان دوآب        | - آهنگران - آهنگری - ابراهیم‌آباد - احمدآباد - ازادخانی - باباخانی - تترآباد - چقابل - چیالکان - حسین‌آباد - حیدرآباد - دره باغ بالا (علیا) - ده سرخه - ده سفیدسالیانه - ده کدخدا - ده‌نو - دواب علیشاهی - رضاآباد - رضاآباد میان ولان - ریگ سفید - زورآباد - زیرطاق دوآب - سالیانه - سراب صیدعلی - سرنجه - شیخ‌آباد - عالم‌آباد سفلی - عالم‌آباد علیا - عزیزآباد - علم‌آباد - علی‌آباد - علی‌آباد سفلی - علی‌آباد علیا - فیض‌آباد - کاظم‌آباد - کبودبان - کرم‌آباد - کرم‌جان‌آباد - مؤمن‌آباد - محمدتیپ - مرشدآباد (جنوب) - مرشدآباد (شمال) - موسی‌آباد (شرق) - موسی‌آباد (غرب) - میان ولان سفلی - میان ولان علیا - میان ولان وسطی - میرزایی آهنگری - میوله سفلی - نجفقلی - نظرآباد - نیازآباد - هندی |
| دهستان هنام        | - عادل‌آباد - Asadabad - ازناوله گنجی - بردبل - بهداق - بیدقطار علیا - بیدقطار سفلی - چهارتخته - چمتکله علیا - چمتکله سفلی - چشمه بید - چشمه صالح - چشمه سرده علیا - چشمه شاه قلی - چولان دیم - چولان ابی - دارماهی - ایوان در - فرج‌الهی - گاپت - گل دولتشاهی - هموار کولیوند - Hasanabad - Heydarabad - Hoseynabad - Jafarabad - جهان‌آباد - کاکارضا امیدعلی - کاکارضا علیا - کاکارضا سفلی - کاکارضا وسطی - کمرسیاه - کرم‌الهی - کشورده سفلی - کشورزه علیا - خسروآباد (شرق) - خسروآباد (غرب) - کلاه هیل - لمدر - مشهدی حسین - محمدحسنوند - Moradabad - پرسک - سلاحورزی - سرآب‌چنار علیا - سرآب‌چنار سفلی - سراب هنام - سرابصندل - سرابسقا - سراب سیاه‌پوش - سراب شهباز - شاه‌رضاآباد - شیراوند - شترمل علیای رحمت - سول مرجان - ورنمد - یاری‌آباد |
| دهستان قلعه مظفری  | - عباس‌آباد - Aliabad - علی‌آباد جوانمرد - القاس‌آباد - امیرآباد ندر - امیر علیا - امیر سفلی - بادام شیرین - چشمه برقی - درویش آباد - امامقلی - فرهادآباد - فتح‌آباد - حاجی‌آباد - حسن‌آباد - حیدرآباد ساکی - Hoseynabad - جمشیدآباد - Karamabad - ملک‌آباد - نقی‌آباد ندر - نورآباد چشمه برقی - نورآباد ندر - پابرج - پیرکه علیا - پیرکه سفلی - قادرآباد - قاسم‌آباد چشمه برقی - رضی‌آباد - صادق‌آباد - سالاری - سراب سرخه احمدآباد - سراب سرخه صادق‌آباد - سرابپاپی - شاه‌آباد - سیاهدول علیا - طرهانی سفلی - ولی‌آباد - زیرگر سفلی |
| دهستان یوسف‌وند     | - Abbasabad - عبدل‌آباد - اکبرآباد - الماس‌آباد - امیرآباد حق ندر - بساط‌آباد - بمارشه - چناره علیا - چناره سفلی - چراغ‌آباد علیا - چراغ‌آباد سفلی - دکاموند علیا - دکاموند سفلی - درتنگ علیا - درتنگ سفلی - ده رحم - گرکان علیا - گرکان سفلی - گل زرد - گریران علیا - گریران سفلی - حیدرآباد چناره - حسین‌آباد امیری - حسین‌آباد هندی علیا - Jamshidabad - جوادآباد - کرم‌آباد حق ندر - کریم‌آباد - کلاه‌کج - کردآباد علیا - کردآباد سفلی - ملک‌آباد - مقصودآباد - میان خران - Mohammad Aliabad - مصدق‌آباد - نامدار - ناصروند - ناصروندرحیمی - رحمت‌آباد - Rezaabad - صالح‌آباد امیدعلی - صالح‌آباد - شاهپورآباد - شکرآباد - تیمورآباد |

| دهستان دوآب       | - آهنگران - آهنگری - ابراهیم‌آباد - احمدآباد - ازادخانی - باباخانی - تترآباد - چقابل - چیالکان - حسین‌آباد - حیدرآباد - دره باغ بالا (علیا) - ده سرخه - ده سفیدسالیانه - ده کدخدا - ده‌نو - دواب علیشاهی - رضاآباد - رضاآباد میان ولان - ریگ سفید - زورآباد - زیرطاق دوآب - سالیانه - سراب صیدعلی - سرنجه - شیخ‌آباد - عالم‌آباد سفلی - عالم‌آباد علیا - عزیزآباد - علم‌آباد - علی‌آباد - علی‌آباد سفلی - علی‌آباد علیا - فیض‌آباد - کاظم‌آباد - کبودبان - کرم‌آباد - کرم‌جان‌آباد - مؤمن‌آباد - محمدتیپ - مرشدآباد (جنوب) - مرشدآباد (شمال) - موسی‌آباد (شرق) - موسی‌آباد (غرب) - میان ولان سفلی - میان ولان علیا - میان ولان وسطی - میرزایی آهنگری - میوله سفلی - نجفقلی - نظرآباد - نیازآباد - هندی                                                       |
| دهستان هنام       | - عادل‌آباد - Asadabad - ازناوله گنجی - بردبل - بهداق - بیدقطار علیا - بیدقطار سفلی - چهارتخته - چمتکله علیا - چمتکله سفلی - چشمه بید - چشمه صالح - چشمه سرده علیا - چشمه شاه قلی - چولان دیم - چولان ابی - دارماهی - ایوان در - فرج‌الهی - گاپت - گل دولتشاهی - هموار کولیوند - Hasanabad - Heydarabad - Hoseynabad - Jafarabad - جهان‌آباد - کاکارضا امیدعلی - کاکارضا علیا - کاکارضا سفلی - کاکارضا وسطی - کمرسیاه - کرم‌الهی - کشورده سفلی - کشورزه علیا - خسروآباد (شرق) - خسروآباد (غرب) - کلاه هیل - لمدر - مشهدی حسین - محمدحسنوند - Moradabad - پرسک - سلاحورزی - سرآب‌چنار علیا - سرآب‌چنار سفلی - سراب هنام - سرابصندل - سرابسقا - سراب سیاه‌پوش - سراب شهباز - شاه‌رضاآباد - شیراوند - شترمل علیای رحمت - سول مرجان - ورنمد - یاری‌آباد |
| دهستان قلعه مظفری | - عباس‌آباد - Aliabad - علی‌آباد جوانمرد - القاس‌آباد - امیرآباد ندر - امیر علیا - امیر سفلی - بادام شیرین - چشمه برقی - درویش آباد - امامقلی - فرهادآباد - فتح‌آباد - حاجی‌آباد - حسن‌آباد - حیدرآباد ساکی - Hoseynabad - جمشیدآباد - Karamabad - ملک‌آباد - نقی‌آباد ندر - نورآباد چشمه برقی - نورآباد ندر - پابرج - پیرکه علیا - پیرکه سفلی - قادرآباد - قاسم‌آباد چشمه برقی - رضی‌آباد - صادق‌آباد - سالاری - سراب سرخه احمدآباد - سراب سرخه صادق‌آباد - سرابپاپی - شاه‌آباد - سیاهدول علیا - طرهانی سفلی - ولی‌آباد - زیرگر سفلی |
| دهستان یوسف‌وند    | - Abbasabad - عبدل‌آباد - اکبرآباد - الماس‌آباد - امیرآباد حق ندر - بساط‌آباد - بمارشه - چناره علیا - چناره سفلی - چراغ‌آباد علیا - چراغ‌آباد سفلی - دکاموند علیا - دکاموند سفلی - درتنگ علیا - درتنگ سفلی - ده رحم - گرکان علیا - گرکان سفلی - گل زرد - گریران علیا - گریران سفلی - حیدرآباد چناره - حسین‌آباد امیری - حسین‌آباد هندی علیا - Jamshidabad - جوادآباد - کرم‌آباد حق ندر - کریم‌آباد - کلاه‌کج - کردآباد علیا - کردآباد سفلی - ملک‌آباد - مقصودآباد - میان خران - Mohammad Aliabad - مصدق‌آباد - نامدار - ناصروند - ناصروندرحیمی - رحمت‌آباد - Rezaabad - صالح‌آباد امیدعلی - صالح‌آباد - شاهپورآباد - شکرآباد - تیمورآباد |

| شهرها              | - فیروزآباد |
| دهستان‌ها و روستاها | \| دهستان فیروزآباد \| - آب‌باریک سفلی - آب‌باریک علیا - اسدآباد - اسدآباد علیا - اسدآباد وسطی - اصلان شاهی - امیرآباد - بتکی - بهارآباد - پشت تنگ گل‌گل - پشتتنگ فیروزآباد - پیرمحمدشاه - تملیه - تیمورسوری سفلی - تیمورسوری علیا - جعفرآباد - جهان‌آباد - چاله چاله - چشمه علی‌اکبر - حاتم‌آباد - حسین‌آباد خیاط - درویش‌آباد - ده آقا - ده حسنعلی - ربیع‌آباد - رومشته مؤمن‌آباد - رومشته - زیر تنگ خیاط - ژیریان - سراب شیخ عالی - سیف‌آباد - سیل هابیل - شیخ‌آباد زنگیوند - غلام‌آباد خیاط - کرکر - کهریز - گلستان - محمدآباد - مرادآباد - میرآباد - میرزاآباد خیاط - هره باغ خیاط \| \| دهستان قلایی \| - اسحاق‌آباد - تک تکه - چال سوز - چشمه طلا - چم سرخه - چم شاهی - چم شته سفلی - چم شته علیا - چم قبرستان - چم گرگعلی - داربید سفلی - داربید علیا - داربید وسطی - سرنجه قلایی - شائیله - شینه سفلی - شینه علیا - عدل‌آباد - علی‌آباد برآفتاب - علی‌آباد برانازار - قنبرعلی علیا - کلکستان - لعل‌آباد - ورنمه \| |
| دهستان فیروزآباد   | - آب‌باریک سفلی - آب‌باریک علیا - اسدآباد - اسدآباد علیا - اسدآباد وسطی - اصلان شاهی - امیرآباد - بتکی - بهارآباد - پشت تنگ گل‌گل - پشتتنگ فیروزآباد - پیرمحمدشاه - تملیه - تیمورسوری سفلی - تیمورسوری علیا - جعفرآباد - جهان‌آباد - چاله چاله - چشمه علی‌اکبر - حاتم‌آباد - حسین‌آباد خیاط - درویش‌آباد - ده آقا - ده حسنعلی - ربیع‌آباد - رومشته مؤمن‌آباد - رومشته - زیر تنگ خیاط - ژیریان - سراب شیخ عالی - سیف‌آباد - سیل هابیل - شیخ‌آباد زنگیوند - غلام‌آباد خیاط - کرکر - کهریز - گلستان - محمدآباد - مرادآباد - میرآباد - میرزاآباد خیاط - هره باغ خیاط |
| دهستان قلایی       | - اسحاق‌آباد - تک تکه - چال سوز - چشمه طلا - چم سرخه - چم شاهی - چم شته سفلی - چم شته علیا - چم قبرستان - چم گرگعلی - داربید سفلی - داربید علیا - داربید وسطی - سرنجه قلایی - شائیله - شینه سفلی - شینه علیا - عدل‌آباد - علی‌آباد برآفتاب - علی‌آباد برانازار - قنبرعلی علیا - کلکستان - لعل‌آباد - ورنمه |

| دهستان فیروزآباد | - آب‌باریک سفلی - آب‌باریک علیا - اسدآباد - اسدآباد علیا - اسدآباد وسطی - اصلان شاهی - امیرآباد - بتکی - بهارآباد - پشت تنگ گل‌گل - پشتتنگ فیروزآباد - پیرمحمدشاه - تملیه - تیمورسوری سفلی - تیمورسوری علیا - جعفرآباد - جهان‌آباد - چاله چاله - چشمه علی‌اکبر - حاتم‌آباد - حسین‌آباد خیاط - درویش‌آباد - ده آقا - ده حسنعلی - ربیع‌آباد - رومشته مؤمن‌آباد - رومشته - زیر تنگ خیاط - ژیریان - سراب شیخ عالی - سیف‌آباد - سیل هابیل - شیخ‌آباد زنگیوند - غلام‌آباد خیاط - کرکر - کهریز - گلستان - محمدآباد - مرادآباد - میرآباد - میرزاآباد خیاط - هره باغ خیاط |
| دهستان قلایی     | - اسحاق‌آباد - تک تکه - چال سوز - چشمه طلا - چم سرخه - چم شاهی - چم شته سفلی - چم شته علیا - چم قبرستان - چم گرگعلی - داربید سفلی - داربید علیا - داربید وسطی - سرنجه قلایی - شائیله - شینه سفلی - شینه علیا - عدل‌آباد - علی‌آباد برآفتاب - علی‌آباد برانازار - قنبرعلی علیا - کلکستان - لعل‌آباد - ورنمه |

| شهرها              | - الشتر |
| دهستان‌ها و روستاها | \| دهستان دوآب \| - آهنگران - آهنگری - ابراهیم‌آباد - احمدآباد - ازادخانی - باباخانی - تترآباد - چقابل - چیالکان - حسین‌آباد - حیدرآباد - دره باغ بالا (علیا) - ده سرخه - ده سفیدسالیانه - ده کدخدا - ده‌نو - دواب علیشاهی - رضاآباد - رضاآباد میان ولان - ریگ سفید - زورآباد - زیرطاق دوآب - سالیانه - سراب صیدعلی - سرنجه - شیخ‌آباد - عالم‌آباد سفلی - عالم‌آباد علیا - عزیزآباد - علم‌آباد - علی‌آباد - علی‌آباد سفلی - علی‌آباد علیا - فیض‌آباد - کاظم‌آباد - کبودبان - کرم‌آباد - کرم‌جان‌آباد - مؤمن‌آباد - محمدتیپ - مرشدآباد (جنوب) - مرشدآباد (شمال) - موسی‌آباد (شرق) - موسی‌آباد (غرب) - میان ولان سفلی - میان ولان علیا - میان ولان وسطی - میرزایی آهنگری - میوله سفلی - نجفقلی - نظرآباد - نیازآباد - هندی \| \| دهستان هنام \| - عادل‌آباد - Asadabad - ازناوله گنجی - بردبل - بهداق - بیدقطار علیا - بیدقطار سفلی - چهارتخته - چمتکله علیا - چمتکله سفلی - چشمه بید - چشمه صالح - چشمه سرده علیا - چشمه شاه قلی - چولان دیم - چولان ابی - دارماهی - ایوان در - فرج‌الهی - گاپت - گل دولتشاهی - هموار کولیوند - Hasanabad - Heydarabad - Hoseynabad - Jafarabad - جهان‌آباد - کاکارضا امیدعلی - کاکارضا علیا - کاکارضا سفلی - کاکارضا وسطی - کمرسیاه - کرم‌الهی - کشورده سفلی - کشورزه علیا - خسروآباد (شرق) - خسروآباد (غرب) - کلاه هیل - لمدر - مشهدی حسین - محمدحسنوند - Moradabad - پرسک - سلاحورزی - سرآب‌چنار علیا - سرآب‌چنار سفلی - سراب هنام - سرابصندل - سرابسقا - سراب سیاه‌پوش - سراب شهباز - شاه‌رضاآباد - شیراوند - شترمل علیای رحمت - سول مرجان - ورنمد - یاری‌آباد \| \| دهستان قلعه مظفری \| - عباس‌آباد - Aliabad - علی‌آباد جوانمرد - القاس‌آباد - امیرآباد ندر - امیر علیا - امیر سفلی - بادام شیرین - چشمه برقی - درویش آباد - امامقلی - فرهادآباد - فتح‌آباد - حاجی‌آباد - حسن‌آباد - حیدرآباد ساکی - Hoseynabad - جمشیدآباد - Karamabad - ملک‌آباد - نقی‌آباد ندر - نورآباد چشمه برقی - نورآباد ندر - پابرج - پیرکه علیا - پیرکه سفلی - قادرآباد - قاسم‌آباد چشمه برقی - رضی‌آباد - صادق‌آباد - سالاری - سراب سرخه احمدآباد - سراب سرخه صادق‌آباد - سرابپاپی - شاه‌آباد - سیاهدول علیا - طرهانی سفلی - ولی‌آباد - زیرگر سفلی \| \| دهستان یوسف‌وند \| - Abbasabad - عبدل‌آباد - اکبرآباد - الماس‌آباد - امیرآباد حق ندر - بساط‌آباد - بمارشه - چناره علیا - چناره سفلی - چراغ‌آباد علیا - چراغ‌آباد سفلی - دکاموند علیا - دکاموند سفلی - درتنگ علیا - درتنگ سفلی - ده رحم - گرکان علیا - گرکان سفلی - گل زرد - گریران علیا - گریران سفلی - حیدرآباد چناره - حسین‌آباد امیری - حسین‌آباد هندی علیا - Jamshidabad - جوادآباد - کرم‌آباد حق ندر - کریم‌آباد - کلاه‌کج - کردآباد علیا - کردآباد سفلی - ملک‌آباد - مقصودآباد - میان خران - Mohammad Aliabad - مصدق‌آباد - نامدار - ناصروند - ناصروندرحیمی - رحمت‌آباد - Rezaabad - صالح‌آباد امیدعلی - صالح‌آباد - شاهپورآباد - شکرآباد - تیمورآباد \| |
| دهستان دوآب        | - آهنگران - آهنگری - ابراهیم‌آباد - احمدآباد - ازادخانی - باباخانی - تترآباد - چقابل - چیالکان - حسین‌آباد - حیدرآباد - دره باغ بالا (علیا) - ده سرخه - ده سفیدسالیانه - ده کدخدا - ده‌نو - دواب علیشاهی - رضاآباد - رضاآباد میان ولان - ریگ سفید - زورآباد - زیرطاق دوآب - سالیانه - سراب صیدعلی - سرنجه - شیخ‌آباد - عالم‌آباد سفلی - عالم‌آباد علیا - عزیزآباد - علم‌آباد - علی‌آباد - علی‌آباد سفلی - علی‌آباد علیا - فیض‌آباد - کاظم‌آباد - کبودبان - کرم‌آباد - کرم‌جان‌آباد - مؤمن‌آباد - محمدتیپ - مرشدآباد (جنوب) - مرشدآباد (شمال) - موسی‌آباد (شرق) - موسی‌آباد (غرب) - میان ولان سفلی - میان ولان علیا - میان ولان وسطی - میرزایی آهنگری - میوله سفلی - نجفقلی - نظرآباد - نیازآباد - هندی |
| دهستان هنام        | - عادل‌آباد - Asadabad - ازناوله گنجی - بردبل - بهداق - بیدقطار علیا - بیدقطار سفلی - چهارتخته - چمتکله علیا - چمتکله سفلی - چشمه بید - چشمه صالح - چشمه سرده علیا - چشمه شاه قلی - چولان دیم - چولان ابی - دارماهی - ایوان در - فرج‌الهی - گاپت - گل دولتشاهی - هموار کولیوند - Hasanabad - Heydarabad - Hoseynabad - Jafarabad - جهان‌آباد - کاکارضا امیدعلی - کاکارضا علیا - کاکارضا سفلی - کاکارضا وسطی - کمرسیاه - کرم‌الهی - کشورده سفلی - کشورزه علیا - خسروآباد (شرق) - خسروآباد (غرب) - کلاه هیل - لمدر - مشهدی حسین - محمدحسنوند - Moradabad - پرسک - سلاحورزی - سرآب‌چنار علیا - سرآب‌چنار سفلی - سراب هنام - سرابصندل - سرابسقا - سراب سیاه‌پوش - سراب شهباز - شاه‌رضاآباد - شیراوند - شترمل علیای رحمت - سول مرجان - ورنمد - یاری‌آباد |
| دهستان قلعه مظفری  | - عباس‌آباد - Aliabad - علی‌آباد جوانمرد - القاس‌آباد - امیرآباد ندر - امیر علیا - امیر سفلی - بادام شیرین - چشمه برقی - درویش آباد - امامقلی - فرهادآباد - فتح‌آباد - حاجی‌آباد - حسن‌آباد - حیدرآباد ساکی - Hoseynabad - جمشیدآباد - Karamabad - ملک‌آباد - نقی‌آباد ندر - نورآباد چشمه برقی - نورآباد ندر - پابرج - پیرکه علیا - پیرکه سفلی - قادرآباد - قاسم‌آباد چشمه برقی - رضی‌آباد - صادق‌آباد - سالاری - سراب سرخه احمدآباد - سراب سرخه صادق‌آباد - سرابپاپی - شاه‌آباد - سیاهدول علیا - طرهانی سفلی - ولی‌آباد - زیرگر سفلی |
| دهستان یوسف‌وند     | - Abbasabad - عبدل‌آباد - اکبرآباد - الماس‌آباد - امیرآباد حق ندر - بساط‌آباد - بمارشه - چناره علیا - چناره سفلی - چراغ‌آباد علیا - چراغ‌آباد سفلی - دکاموند علیا - دکاموند سفلی - درتنگ علیا - درتنگ سفلی - ده رحم - گرکان علیا - گرکان سفلی - گل زرد - گریران علیا - گریران سفلی - حیدرآباد چناره - حسین‌آباد امیری - حسین‌آباد هندی علیا - Jamshidabad - جوادآباد - کرم‌آباد حق ندر - کریم‌آباد - کلاه‌کج - کردآباد علیا - کردآباد سفلی - ملک‌آباد - مقصودآباد - میان خران - Mohammad Aliabad - مصدق‌آباد - نامدار - ناصروند - ناصروندرحیمی - رحمت‌آباد - Rezaabad - صالح‌آباد امیدعلی - صالح‌آباد - شاهپورآباد - شکرآباد - تیمورآباد |

| دهستان دوآب       | - آهنگران - آهنگری - ابراهیم‌آباد - احمدآباد - ازادخانی - باباخانی - تترآباد - چقابل - چیالکان - حسین‌آباد - حیدرآباد - دره باغ بالا (علیا) - ده سرخه - ده سفیدسالیانه - ده کدخدا - ده‌نو - دواب علیشاهی - رضاآباد - رضاآباد میان ولان - ریگ سفید - زورآباد - زیرطاق دوآب - سالیانه - سراب صیدعلی - سرنجه - شیخ‌آباد - عالم‌آباد سفلی - عالم‌آباد علیا - عزیزآباد - علم‌آباد - علی‌آباد - علی‌آباد سفلی - علی‌آباد علیا - فیض‌آباد - کاظم‌آباد - کبودبان - کرم‌آباد - کرم‌جان‌آباد - مؤمن‌آباد - محمدتیپ - مرشدآباد (جنوب) - مرشدآباد (شمال) - موسی‌آباد (شرق) - موسی‌آباد (غرب) - میان ولان سفلی - میان ولان علیا - میان ولان وسطی - میرزایی آهنگری - میوله سفلی - نجفقلی - نظرآباد - نیازآباد - هندی                                                       |
| دهستان هنام       | - عادل‌آباد - Asadabad - ازناوله گنجی - بردبل - بهداق - بیدقطار علیا - بیدقطار سفلی - چهارتخته - چمتکله علیا - چمتکله سفلی - چشمه بید - چشمه صالح - چشمه سرده علیا - چشمه شاه قلی - چولان دیم - چولان ابی - دارماهی - ایوان در - فرج‌الهی - گاپت - گل دولتشاهی - هموار کولیوند - Hasanabad - Heydarabad - Hoseynabad - Jafarabad - جهان‌آباد - کاکارضا امیدعلی - کاکارضا علیا - کاکارضا سفلی - کاکارضا وسطی - کمرسیاه - کرم‌الهی - کشورده سفلی - کشورزه علیا - خسروآباد (شرق) - خسروآباد (غرب) - کلاه هیل - لمدر - مشهدی حسین - محمدحسنوند - Moradabad - پرسک - سلاحورزی - سرآب‌چنار علیا - سرآب‌چنار سفلی - سراب هنام - سرابصندل - سرابسقا - سراب سیاه‌پوش - سراب شهباز - شاه‌رضاآباد - شیراوند - شترمل علیای رحمت - سول مرجان - ورنمد - یاری‌آباد |
| دهستان قلعه مظفری | - عباس‌آباد - Aliabad - علی‌آباد جوانمرد - القاس‌آباد - امیرآباد ندر - امیر علیا - امیر سفلی - بادام شیرین - چشمه برقی - درویش آباد - امامقلی - فرهادآباد - فتح‌آباد - حاجی‌آباد - حسن‌آباد - حیدرآباد ساکی - Hoseynabad - جمشیدآباد - Karamabad - ملک‌آباد - نقی‌آباد ندر - نورآباد چشمه برقی - نورآباد ندر - پابرج - پیرکه علیا - پیرکه سفلی - قادرآباد - قاسم‌آباد چشمه برقی - رضی‌آباد - صادق‌آباد - سالاری - سراب سرخه احمدآباد - سراب سرخه صادق‌آباد - سرابپاپی - شاه‌آباد - سیاهدول علیا - طرهانی سفلی - ولی‌آباد - زیرگر سفلی |
| دهستان یوسف‌وند    | - Abbasabad - عبدل‌آباد - اکبرآباد - الماس‌آباد - امیرآباد حق ندر - بساط‌آباد - بمارشه - چناره علیا - چناره سفلی - چراغ‌آباد علیا - چراغ‌آباد سفلی - دکاموند علیا - دکاموند سفلی - درتنگ علیا - درتنگ سفلی - ده رحم - گرکان علیا - گرکان سفلی - گل زرد - گریران علیا - گریران سفلی - حیدرآباد چناره - حسین‌آباد امیری - حسین‌آباد هندی علیا - Jamshidabad - جوادآباد - کرم‌آباد حق ندر - کریم‌آباد - کلاه‌کج - کردآباد علیا - کردآباد سفلی - ملک‌آباد - مقصودآباد - میان خران - Mohammad Aliabad - مصدق‌آباد - نامدار - ناصروند - ناصروندرحیمی - رحمت‌آباد - Rezaabad - صالح‌آباد امیدعلی - صالح‌آباد - شاهپورآباد - شکرآباد - تیمورآباد |

| شهرها              | - فیروزآباد |
| دهستان‌ها و روستاها | \| دهستان فیروزآباد \| - آب‌باریک سفلی - آب‌باریک علیا - اسدآباد - اسدآباد علیا - اسدآباد وسطی - اصلان شاهی - امیرآباد - بتکی - بهارآباد - پشت تنگ گل‌گل - پشتتنگ فیروزآباد - پیرمحمدشاه - تملیه - تیمورسوری سفلی - تیمورسوری علیا - جعفرآباد - جهان‌آباد - چاله چاله - چشمه علی‌اکبر - حاتم‌آباد - حسین‌آباد خیاط - درویش‌آباد - ده آقا - ده حسنعلی - ربیع‌آباد - رومشته مؤمن‌آباد - رومشته - زیر تنگ خیاط - ژیریان - سراب شیخ عالی - سیف‌آباد - سیل هابیل - شیخ‌آباد زنگیوند - غلام‌آباد خیاط - کرکر - کهریز - گلستان - محمدآباد - مرادآباد - میرآباد - میرزاآباد خیاط - هره باغ خیاط \| \| دهستان قلایی \| - اسحاق‌آباد - تک تکه - چال سوز - چشمه طلا - چم سرخه - چم شاهی - چم شته سفلی - چم شته علیا - چم قبرستان - چم گرگعلی - داربید سفلی - داربید علیا - داربید وسطی - سرنجه قلایی - شائیله - شینه سفلی - شینه علیا - عدل‌آباد - علی‌آباد برآفتاب - علی‌آباد برانازار - قنبرعلی علیا - کلکستان - لعل‌آباد - ورنمه \| |
| دهستان فیروزآباد   | - آب‌باریک سفلی - آب‌باریک علیا - اسدآباد - اسدآباد علیا - اسدآباد وسطی - اصلان شاهی - امیرآباد - بتکی - بهارآباد - پشت تنگ گل‌گل - پشتتنگ فیروزآباد - پیرمحمدشاه - تملیه - تیمورسوری سفلی - تیمورسوری علیا - جعفرآباد - جهان‌آباد - چاله چاله - چشمه علی‌اکبر - حاتم‌آباد - حسین‌آباد خیاط - درویش‌آباد - ده آقا - ده حسنعلی - ربیع‌آباد - رومشته مؤمن‌آباد - رومشته - زیر تنگ خیاط - ژیریان - سراب شیخ عالی - سیف‌آباد - سیل هابیل - شیخ‌آباد زنگیوند - غلام‌آباد خیاط - کرکر - کهریز - گلستان - محمدآباد - مرادآباد - میرآباد - میرزاآباد خیاط - هره باغ خیاط |
| دهستان قلایی       | - اسحاق‌آباد - تک تکه - چال سوز - چشمه طلا - چم سرخه - چم شاهی - چم شته سفلی - چم شته علیا - چم قبرستان - چم گرگعلی - داربید سفلی - داربید علیا - داربید وسطی - سرنجه قلایی - شائیله - شینه سفلی - شینه علیا - عدل‌آباد - علی‌آباد برآفتاب - علی‌آباد برانازار - قنبرعلی علیا - کلکستان - لعل‌آباد - ورنمه |

| دهستان فیروزآباد | - آب‌باریک سفلی - آب‌باریک علیا - اسدآباد - اسدآباد علیا - اسدآباد وسطی - اصلان شاهی - امیرآباد - بتکی - بهارآباد - پشت تنگ گل‌گل - پشتتنگ فیروزآباد - پیرمحمدشاه - تملیه - تیمورسوری سفلی - تیمورسوری علیا - جعفرآباد - جهان‌آباد - چاله چاله - چشمه علی‌اکبر - حاتم‌آباد - حسین‌آباد خیاط - درویش‌آباد - ده آقا - ده حسنعلی - ربیع‌آباد - رومشته مؤمن‌آباد - رومشته - زیر تنگ خیاط - ژیریان - سراب شیخ عالی - سیف‌آباد - سیل هابیل - شیخ‌آباد زنگیوند - غلام‌آباد خیاط - کرکر - کهریز - گلستان - محمدآباد - مرادآباد - میرآباد - میرزاآباد خیاط - هره باغ خیاط |
| دهستان قلایی     | - اسحاق‌آباد - تک تکه - چال سوز - چشمه طلا - چم سرخه - چم شاهی - چم شته سفلی - چم شته علیا - چم قبرستان - چم گرگعلی - داربید سفلی - داربید علیا - داربید وسطی - سرنجه قلایی - شائیله - شینه سفلی - شینه علیا - عدل‌آباد - علی‌آباد برآفتاب - علی‌آباد برانازار - قنبرعلی علیا - کلکستان - لعل‌آباد - ورنمه |